# Брётен-Михалкен

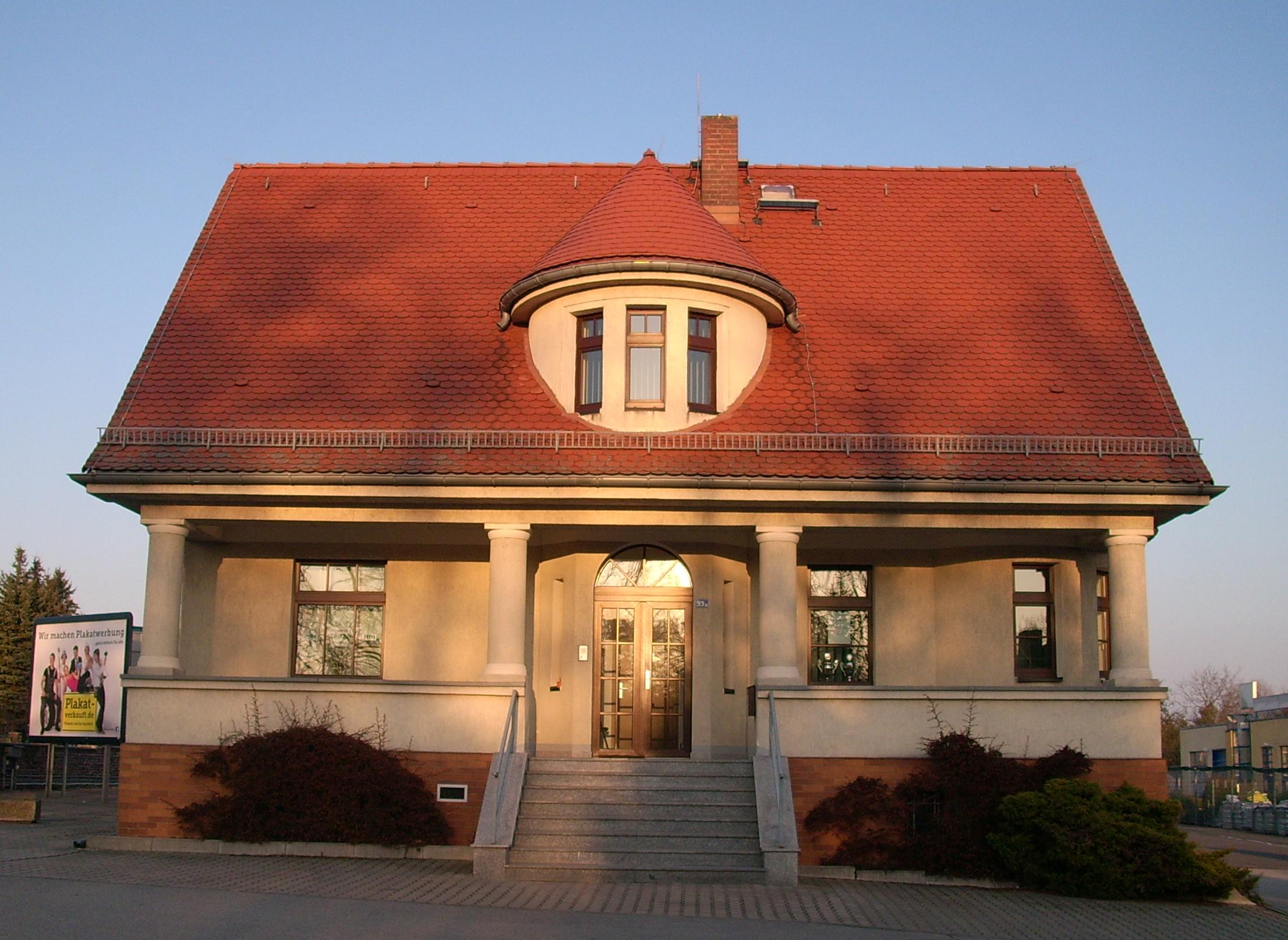

Брётен-Ми́халкен или Бре́тня-Ми́халки (нем. Bröthen/Michalken; в.-луж. Brětnja-Michałkiо файле) — городской район Хойерсверды, район Баутцен, федеральная земля Саксония, Германия. Состоит из двух сельских населённых пунктов Брётен (Бретня) и Михалкен (Михалки).

## География
Район находится в юго-западной части городских границ Хойерсверды на северной границе биосферного заповедника «Дубрингер-Мор». На юге граничит с Виттихенау. На западе от района начинается обширный лесной массив, простирающийся до Бернсдорфа. Через район с востока на запад проходит автомобильная дорога B97 (Хойерсверда — Бернсдорф).
Соседние населённые пункты: на севере — деревня Нардт (Нарч) коммуны Эльстерхайде, на востоке — деревня Дёргенхаузен (Немцы, в городских границах Хойерсверды) и на западе — деревня Шварцколльм (Чорны-Холмц, в городских границах Хойерсверды).

## История
После Венского конгресса обе деревни Брётен и Михалкен перешли в 1815 году в состав Прусского королевства. Входили в округ Хойерсверда, который был образован в 1825 году. В 1950 году была образована коммуна Брётен-Михалкен района Хойерсверда, которая 1 июля 1993 года была включена в границы Хойерсверды в статусе городского района.

## Население
По состоянию на 31 декабря 2015 года численность населения составляла 1406 человек.
Официальным языком в районе, помимо немецкого, является также верхнелужицкий язык.
В настоящее время район входит в состав культурно-территориальной автономии «Лужицкая поселенческая область», на территории которой действуют законодательные акты земель Саксонии и Бранденбурга, содействующие сохранению лужицких языков и культуры лужичан.